# Estadio Nelson Mandela Bay
El Nelson Mandela Bay es un estadio de fútbol de 48 000 asientos, situado en la Bahía de Nelson Mandela, en la ciudad de Puerto Elizabeth (Sudáfrica), construido para la Copa Mundial de Fútbol de 2010. Fue inaugurado el 7 de junio de 2009.

## Construcción
El estadio, de cinco niveles, y un costo aproximado de 1,1 millones de rands (alrededor de 150 millones de dólares), situado en la Bahía de Nelson Mandela, nombrada en honor del presidente del país y Premio Nobel de la Paz Nelson Mandela, se construyó con vistas al Lago North End, en el centro de la ciudad. Es uno de los tres estadios nuevos construidos para la disputa de la Copa Mundial de Fútbol de 2010.
Se trata del primer estadio de fútbol de clase mundial edificado en la provincia Oriental del Cabo. El estadio contará con 150 suites vip, 60 suites de negocios, una tienda de ropa deportiva, gimnasio y 500 plazas de aparcamiento, además de salones de actos. Según la programación oficial, debería haber sido concluido en diciembre de 2008. 
Durante su construcción, se produjeron gran cantidad de especulaciones sobre el cumplimiento de los plazos de construcción del estadio en el período previo a la Copa Mundial 2010, para cumplir con el requisito de que todos los estadios del Mundial de la FIFA debían haber sido completados antes de enero de 2010. El Estadio Nelson Mandela Bay fue el primero de los cinco nuevos estadios en iniciar y finalizar su construcción. Los otros nuevos estadios están ubicados en Ciudad del Cabo, Durban, Polokwane y Nelspruit. Aunque con retraso, el estadio se ajustó al calendario previsto y fue completado en junio de 2009.
El ministro sudafricano de Deportes y Recreación, Makhenkesi Stofile, durante una visita a las obras, recordó a todos los presentes la necesidad de cumplir los estrictos requisitos de la FIFA. También expresó la esperanza de que el estadio estaría terminado a tiempo para la visita del equipo de inspección de la FIFA que decidiría las ciudades anfitrionas de la Copa FIFA Confederaciones 2009. 
No obstante, el 8 de julio de 2008, el comité organizador informó que el escenario no estaría listo a tiempo para esta competición, a disputarse entre junio y julio de 2009. Pese a ello, el estadio sí estaría listo para la Copa Mundial de Fútbol de 2010. Su acto de inauguración se produjo, finalmente, el 7 de junio de 2009.

## Copa Mundial de Fútbol 2010
El estadio Nelson Mandela Bay fue construido para albergar encuentros de la Copa Mundial de Fútbol de 2010, concretamente 5 de la fase de grupos, 1 de octavos de final, 1 de cuartos y el 3º y 4º puesto. Estos encuentros fueron los siguientes:
| Fecha        | Fase             | Equipo          |                             | Resultado |                          | Equipo        | Espectadores                                                            |
| ------------ | ---------------- | --------------- | --------------------------- | --------- | ------------------------ | ------------- | ----------------------------------------------------------------------- |
| 12 de junio  | Primera fase     | Corea del Sur   | Bandera de Corea del Sur    | 2 - 0     | Bandera de Grecia        | Grecia        | 31 513 Reporte Archivado el 13 de junio de 2018 en Wayback Machine.     |
| 15 de junio  | Primera fase     | Costa de Marfil | Bandera de Costa de Marfil  | 0 - 0     | Bandera de Portugal      | Portugal      | 37 034 Reporte Archivado el 13 de junio de 2018 en Wayback Machine.     |
| 18 de junio  | Primera fase     | Alemania        | Bandera de Alemania         | 0 - 1     | Bandera de Serbia        | Serbia        | 38 294 Reporte Archivado el 13 de junio de 2018 en Wayback Machine.     |
| 21 de junio  | Primera fase     | Chile           | Bandera de Chile            | 1 - 0     | Bandera de Suiza         | Suiza         | 34 872 Reporte Archivado el 13 de junio de 2018 en Wayback Machine.     |
| 23 de junio  | Primera fase     | Eslovenia       | Bandera de Eslovenia        | 0 - 1     | Bandera de Inglaterra    | Inglaterra    | 36 893 Reporte Archivado el 11 de diciembre de 2018 en Wayback Machine. |
| 26 de junio: | Octavos de final | Uruguay         | Bandera de Uruguay          | 2 - 1     | Bandera de Corea del Sur | Corea del Sur | 30 597 Reporte Archivado el 13 de junio de 2018 en Wayback Machine.     |
| 2 de julio   | Cuartos de final | Países Bajos    | Bandera de los Países Bajos | 2 - 1     | Bandera de Brasil        | Brasil        | 40 186 Reporte Archivado el 13 de junio de 2018 en Wayback Machine.     |
| 10 de julio  | Tercer lugar     | Uruguay         | Bandera de Uruguay          | 2 - 3     | Bandera de Alemania      | Alemania      | 36 254 Reporte Archivado el 13 de junio de 2018 en Wayback Machine.     |

## Copa Africana de Naciones de 2013
Los encuentros de la Copa Africana de Naciones de 2013 disputados en el estadio fueron los siguientes:
| Fecha        | Fase             | Equipo     |                       | Resultado |                                            | Equipo     | Espectadores |
| ------------ | ---------------- | ---------- | --------------------- | --------- | ------------------------------------------ | ---------- | ------------ |
| 27 de enero  | Primera fase     | Cabo Verde | Bandera de Cabo Verde | 2 - 1     | Bandera de Angola                          | Angola     | 31 513       |
| 20 de enero  | Primera fase     | Ghana      | Bandera de Ghana      | 2 - 2     | Bandera de República Democrática del Congo | RD Congo   | 37 034       |
| 20 de enero  | Primera fase     | Malí       | Bandera de Mali       | 1 - 0     | Bandera de Niger                           | Niger      | 38 294       |
| 24 de enero  | Primera fase     | Ghana      | Bandera de Ghana      | 1 - 0     | Bandera de Mali                            | Malí       | 34 872       |
| 24 de enero  | Primera fase     | Niger      | Bandera de Niger      | 0 - 1     | Bandera de República Democrática del Congo | RD Congo   | 36 893       |
| 28 de enero: | Primera Fase     | Niger      | Bandera de Niger      | 1 - 1     | Bandera de Ghana                           | Ghana      | 30 597       |
| 2 de julio   | Cuartos de final | Ghana      | Bandera de Ghana      | 2 - 0     | Bandera de Cabo Verde                      | Cabo Verde | 40 186       |
| 9 de enero   | Tercer lugar     | Malí       | Bandera de Mali       | 3 - 1     | Bandera de Ghana                           | Ghana      | 36 254       |

## Rugby
Al ser uno de los estadios más grandes del país, es sede de varios partidos profesionales de rugby. Los Eastern Province Kings de la Currie Cup y la Vodacom Cup juegan allí desde 2010. La creación de los Southern Kings se anunció en la inauguración del estadio, y suele jugar allí como local.
La selección de rugby de Sudáfrica realizó un test match en el estadio por primera vez en 2011 ante Nueva Zelanda como parte del Torneo de las Tres Naciones. En 2012 disputó allí un amistoso contra Inglaterra, y en 2014 recibirá a Escocia. Además, los Leones británico-irlandeses jugaron allí en el Día de la Juventud en junio de 2009.
El Seven de Sudáfrica, que reúne a las mejores selecciones nacionales de rugby 7, se juega en el estadio desde la edición 2011.